# Hon na ovci
Hon na ovci (japonsky 羊をめぐる冒険, Hicudži wo meguru bóken) je třetí román japonského spisovatele Harukiho Murakamiho, vydaný v nakladatelském domu Kódanša roku 1982.
Kniha s výraznými prvky magického realismu plyne na způsob postmoderního detektivního příběhu, bez spáchaného zločinu a kriminalisty. Děj sleduje pátrání bezejmenného tokijského podnikatele po záhadné ovci, shodou okolností zapleteného do pavučiny podivností a intrik. Na pozadí této pro něj iniciační cesty na sever je odkryt pohled na moderní dějiny japonské expanzivní politiky.
Román završil trilogii Myšák, když volně navázal na předchozí části Slyš vítr zpívat a Pinball, 1973, s ústřední postavou anonymního vypravěče a jeho přítele Myšáka. Sequelem v podobě volného pokračování se pak stal román Tancuj, tancuj, tancuj z roku 1988, s návratem hlavního hrdiny na Hokkaidó.
Česky román vyšel v dubnu 2016 v nakladatelství Odeon jako součást edice Světová knihovna. Překladu se zhostil dvorní Murakamiho překladatel Tomáš Jurkovič.
V roce 1982 Murakami za román obdržel literární cenu Noma (Noma bungei šó) v kategorii nových autorů.

## Pozadí vzniku a charakteristika
S příchodem 80. let dvacátého století se Haruki Murakami rozhodl k zásadnímu kroku v soukromém životě, když opustil profesi majitele jazzového baru a stal se profesionálním spisovatelem. Větší koncentrovanost a čas věnovaný psaní románu Hon na ovci se odrazily v hlubším propracování postav a vykreslení reálií děje, než jejich hrubší nástin v předchozích dvou knihách. V pořadí třetí román se stal jeho prvním dílem, jenž napsal jako plně profesionální spisovatel. Mohl se tak pečlivěji zaměřit na studium materiálů k ovcím a podniknout výpravu na severní ostrov Hokkaidó.
Dějová linka do japonské moderní historie byla ztělesněna v podobě ovce, jakožto předmětu naplněného symbolickými odkazy. Samotné zvíře bylo do Japonska importováno z kontinentální pevniny. Překladatel Murakamiho díla do angličtiny Jay Rubin vyslovil názor, že ovčí magicko-realistický motiv odkryl problémovou éru japonského kolonialismu, jež byla zahájena v devatenáctém století invazí Japonců právě na Hokkaidó obývané domorodými Ainuy. Jedním ze symbolů této expanze se stala i hvězda Polárky na standartě dobyvatelů, která přešla v modifikované podobě do hokkaidské vlajky a zároveň se objevila na rounu ovce.
Hlavní bezejmenný hrdina plnil v příběhu, napsaném většinově v ich-formě, roli vypravěče. Charakteristickou vlastností se pro něj stala pasivita. Ovládán a pohybován dalšími aktéry, v rámci jejich intrikování, jednal bez vlastní vůle. K aktivnímu činu se rozhodl až na konci děje po očistném pobytu na chatě, když přenechal nabytou finanční prémii letitému čínskému kamarádu. V tomto bodě se podle Jurkoviče mohlo jednat o analogii japonských válečných reparací Číně. Postavy v románu nevystupují pod svými pravými jmény, ale pouze pod přezdívkami. Obdobně jako v dalších Murakamiho knihách mizí ženská postava bez vysvětlení. Úloha ovčího mužíka byla rozvedena ve volně navazujícím románu Tancuj, tancuj, tancuj, kde mužík plnil roli poradce ústředního hrdiny. Později se objevil také v povídce Podivná knihovna.

## Děj

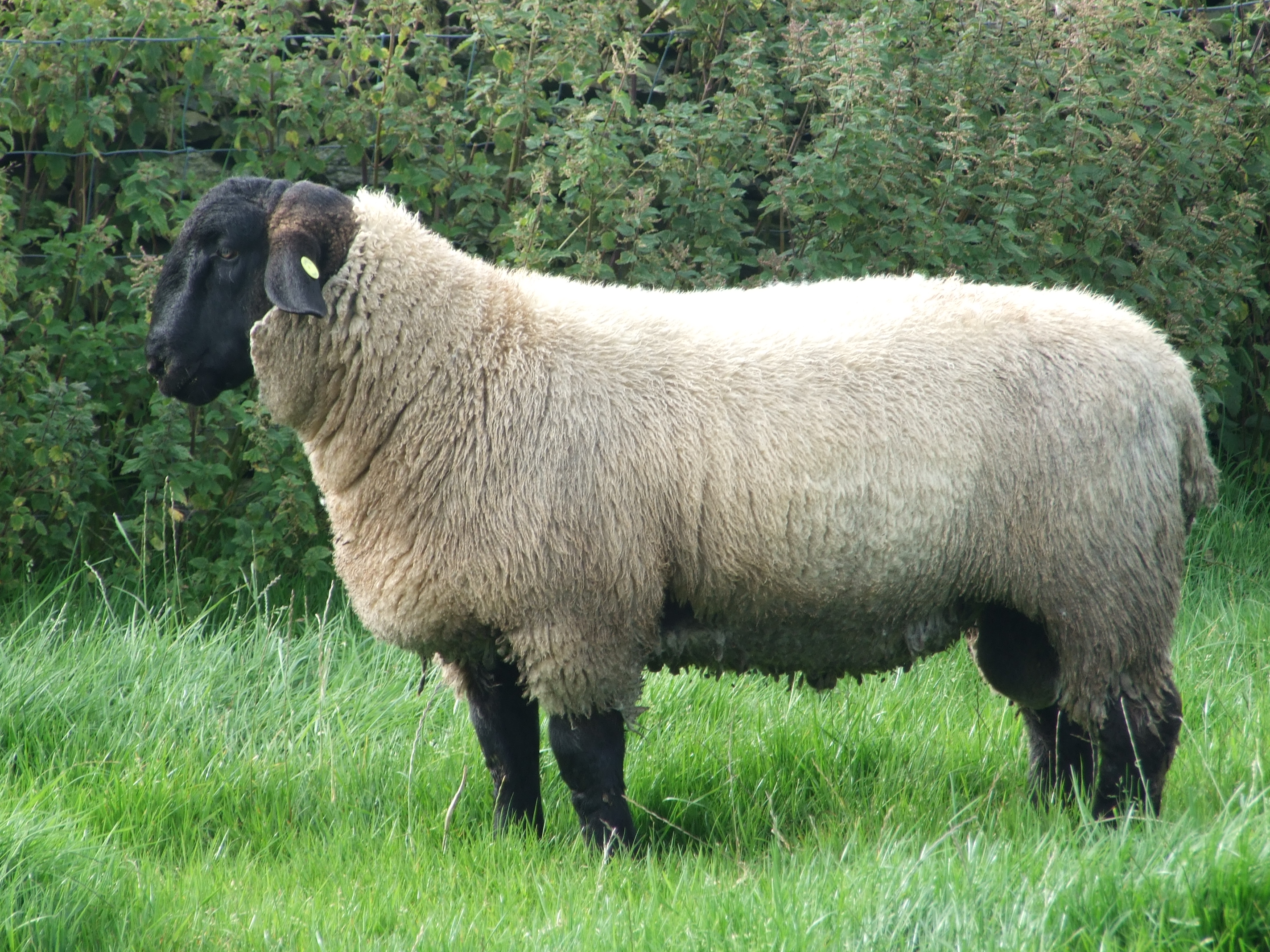
Záhadná ovce s rozetou pěticípé hvězdy na hřbetu byla na fotografii zobrazena ve stádu anglického plemene suffolk

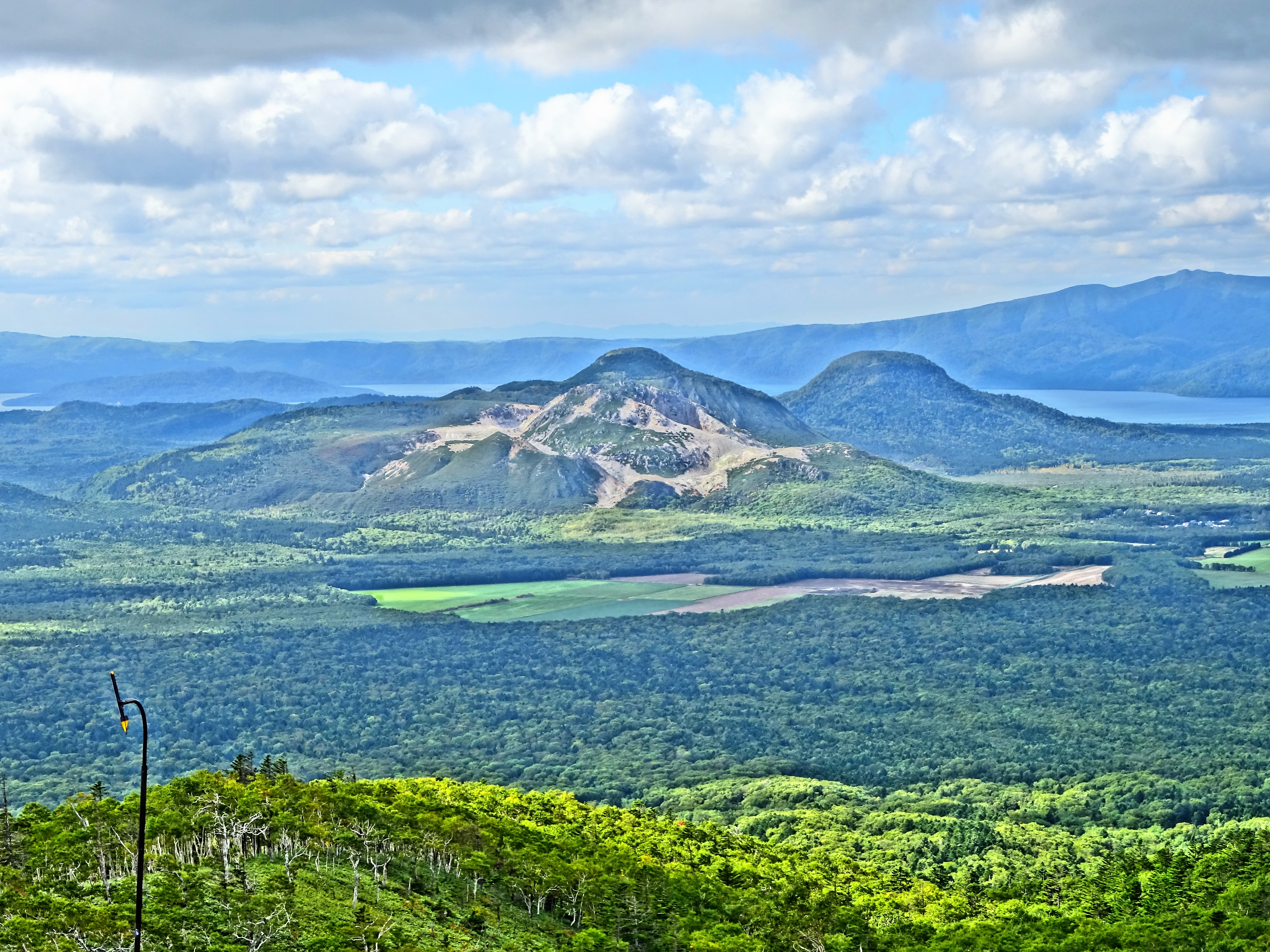
Pátrání po ovci se odehrává v syrové krajině Hokkaida, nejsevernějším z velkých japonských ostrovů